# Branchiosyllis baringabooreen
Branchiosyllis baringabooreen är en ringmaskart som beskrevs av San Martin, Hutchings, Aguado 2008. Branchiosyllis baringabooreen ingår i släktet Branchiosyllis och familjen Syllidae. Inga underarter finns listade i Catalogue of Life.